# Hans Jörg Mammel

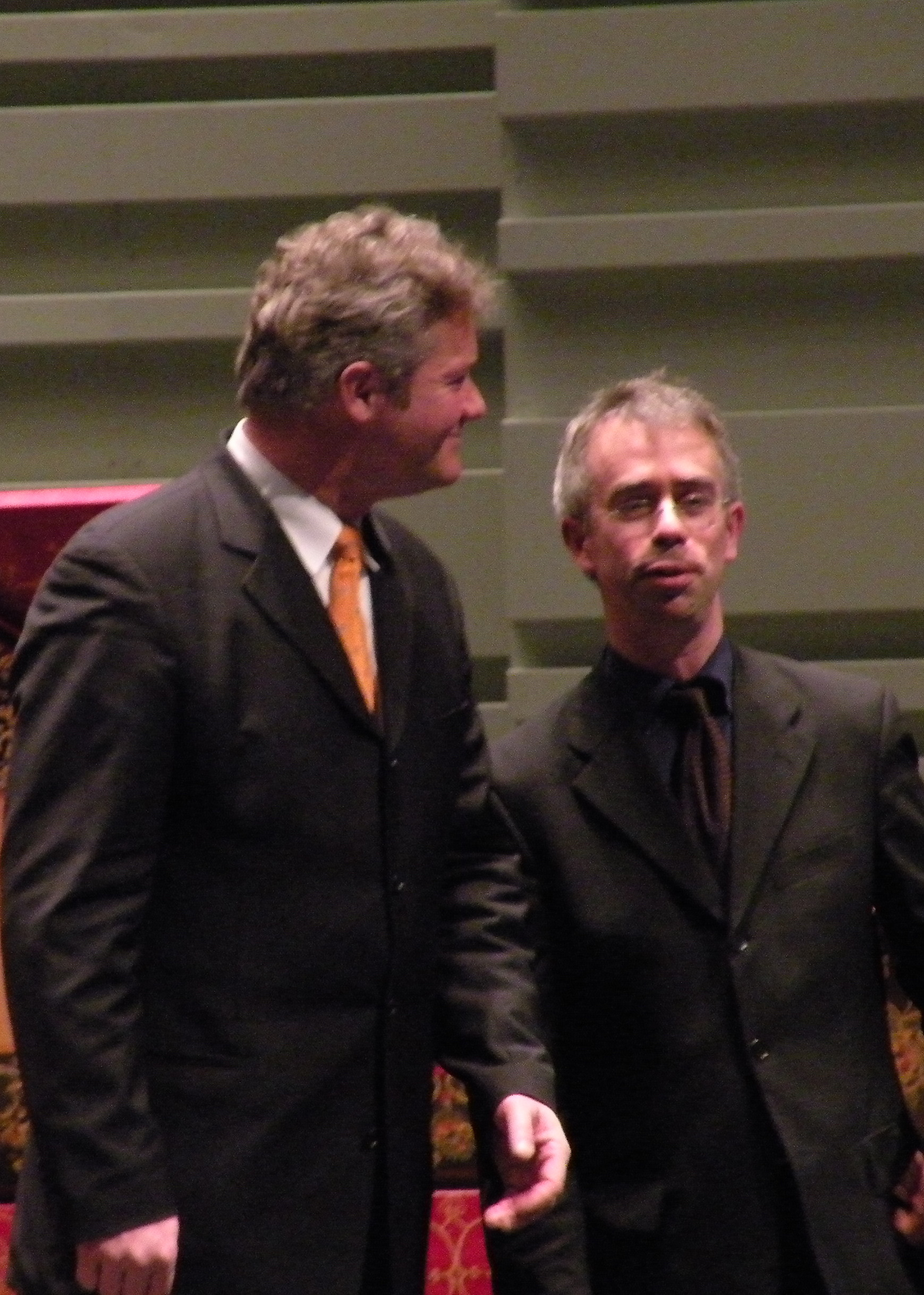
Hans Jörg Mammel (links) mit Pierre Hantaï während la Folle Journée 2009.

Hans Jörg Mammel (* 1964 in Stuttgart) ist ein deutscher Opernsänger (Tenor).

## Leben
Mammel bekam ersten Gesangsunterricht bei den Stuttgarter Hymnus-Chorknaben. Nach einem abgebrochenen Rechtsstudium studierte er an der Hochschule für Musik Freiburg bei Winfried Toll, Werner Hollweg und Ingeborg Most. Nach diversen Meisterkursen machte sich Mammel in Europa einen Namen als Sänger und sang unter Thomas Hengelbrock, Markus Teutschbein, Marcus Creed und Philippe Herreweghe. Zu Mammels Repertoire gehören neben großen Konzertwerken und Opern auch Liederzyklen und zeitgenössische Musik. So wirkte er bei Uraufführungen von Werken Karlheinz Stockhausens mit.
Mammel sang unter anderem die Titelrolle in Claudio Monteverdis Oper L’Orfeo in Island. Mammel trat bisher an den Städtischen Bühnen in Freiburg, am Theater Koblenz und an der Staatsoper Unter den Linden in Berlin auf. 2008 trat Mammel als Titus in La clemenza di Tito von Wolfgang Amadeus Mozart an der Opéra de Normandie in Rouen auf. 

## Diskografie (Auswahl)
CD
- Johann Sebastian Bach: Messe h-moll. Cantus Cölln, Konrad Junghänel. 2 CDs. Harmonia Mundi France, 2003.[1]
- Leopold I.: Paradisi Gloria. Stabat Mater, W 47; Motetto de Septem Doloribus Beate Mariae Virginis, W 40; Missa pro defunctis, W 11, Tres Lectiones I. Nocturni pro Defunctis Piae Claudiae Felici lugens maestusque Leopoldus posuit et musicis legibus distinxit, W 33. Ulrike Hofbauer, Monika Mauch (Sopran), Alex Potter (Altus), Hans Jörg Mammel (Tenor), Lisandro Abadie (Bass), Cappella Murensis, Les Cornets Noirs, Johannes Strobl (Leitung). Aufgenommen in der Klosterkirche Muri. Audite, 2016.
- Rupert Ignaz Mayr: Marienvesper. Mit Werken aus Psalmodia brevis und Sacri contentus. Mechthild Bach (Sopran), Dorothée Zimmermann (Alt), Hans Jörg Mammel (Tenor), Stephan Schreckenberger (Bass); Capella Weilburgensis vocale,  L’arpa festante, Doris Hagel. Triptychon, 2003.
- Rupert Ignaz Mayr: „Confitebor tibi.“ Psalmen – Motette – Concerti. Mechthild Bach (Sopran), Elisabeth Popien (Alt), Hans Jörg Mammel, Gotthold Schwarz; Capella Weilburgensis vocale, L’Arpa festante, Doris Hagel. Profil, 2006.
- Georg Muffat: Missa in labore requies. Antonio Bertali, Johann Heinrich Schmelzer, Heinrich Ignaz Franz Biber: Kirchensonaten. Miriam Feuersinger, Stephanie Petitlaurent (Sopran), Alex Potter, William Purefoy (Altus), Hans Jörg Mammel, Manuel Warwitz (Tenor), Markus Flaig, Lisandro Abadie (Bass), Cappella Murensis, Trompetenconsort Innsbruck, Les Cornets Noirs, Johannes Strobl (Leitung). Aufgenommen in der Klosterkirche Muri. Audite, 2016.[2]
- Baldassare Vialardo: Missa Vestiva i colli. Mit Kompositionen über das Madrigal Vestiva i colli von Adriano Banchieri, Giovanni Paolo Cima, Ignazio Donati, Michel’Angelo Grancini, Francesco Rognoni und Bartolomé De Selma y Salaverde. Miriam Feuersinger (Sopran), Hans Jörg Mammel (Tenor), William Dongois (Zink; Improvisation), Musica Fiorita, Daniela Dolci (Cembalo, Orgel und Leitung). Christophorus, 2015. (Missa von Vialardo als Ersteinspielung).

DVD
- Johann Sebastian Bach: Ach Herr, mich armen Sünder. Kantate BWV 135. Jan Börner, Hans Jörg Mammel, Klaus Häger; Chor und Orchester der J. S. Bach-Stiftung mit Norbert Zeilberger, Rudolf Lutz (Leitung); Emmanuel Wiemer (Reflexion). DVD. Gallus-Media, 2011.
- Johann Sebastian Bach: Was mein Gott will, das g’scheh allzeit. Kantate BWV 111. Noëmi Sohn Nad, Claude Eichenberger, Hans Jörg Mammel, Peter Harvey; Chor und Orchester der J. S. Bach-Stiftung; Rudolf Lutz (Leitung). Samt Einführungsworkshop sowie Reflexion von Bernd Rüthers. Gallus Media, 2013.